# Charles Rigault de Genouilly

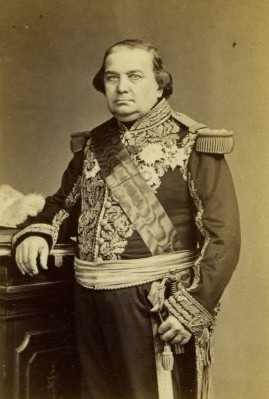
Charles Rigault de Genouilly

Charles Rigault de Genouilly (* 12. April 1807 in Rochefort (Charente-Maritime); † 4. Mai 1873 in Paris) war ein französischer Admiral und Marineminister des Zweiten Kaiserreichs.

## Leben
Charles Rigault de Genouilly entstammte einer Familie mit Bezug zum Marinedienst und war ein Sohn des Schiffsbauingenieurs Jean-Charles Rigault de Genouilly. Er studierte an der École polytechnique, ging 1827 zur Marine und wurde 1830 Fähnrich, dann 1834 Kapitänleutnant. 1841 zum Korvettenkapitän ernannt, befehligte er das Schiff Victorieuse und nahm zusammen mit der von Augustin de Lapierre kommandierten Fregatte Gloire im April 1847 an der Zerstörung der vor der Hafenstadt Tourane (heute Đà Nẵng) liegenden vietnamesischen Flotte teil, angeblich um eine dortige französische katholische Mission zu schützen. Im August 1847 strandete die Victorieuse vor der Küste Koreas, doch Rigault de Genouilly wurde von einem deshalb einberufenen Kriegsgericht freigesprochen. Im Juli 1848 erfolgte seine Ernennung  zum Schiffskapitän, und er erhielt 1851 das Kommando über das Kriegsschiff Charlemagne. In den Arbeitsrat der Marine trat er im November 1852 ein.
Im Dezember 1854 wurde Rigault de Genouilly zum Konteradmiral befördert und befehligte im Krimkrieg bei der Belagerung von Sewastopol einen Teil des vor der Stadt operierenden Geschwaders. Am 2. Oktober 1855 wurde er zum Großoffizier der Ehrenlegion ernannt. 1856 trat er an die Spitze der französischen Seestreitkräfte im Indochinesischen Meer und kooperierte während des Zweiten Opiumkriegs im Dezember 1857 mit den Engländern bei der Einnahme von Kanton. Den Rang eines Vizeadmirals bekam er am 9. August 1858 verliehen. Auf Befehl Napoleons III. führte er eine französisch-spanische Strafexpedition gegen Vietnam, griff wieder Tourane an und eroberte die Stadt im September 1858. Derjenige Teil der alliierten Truppen, der als Garnison in der Stadt zurückblieb, wurde dann aber selbst eineinhalb Jahre von einer vietnamesischen Armee belagert. Rigault de Genouilly wandte sich derweilen, da er nicht über den seichten Fluss landeinwärts gegen die Hauptstadt  Huế vordringen konnte, mit seinen Hauptstreitkräften gegen Saigon und erstürmte es am 17. Februar 1859. Dann kehrte er nach Tourane zurück, konnte aber den vietnamesischen Belagerungsring um diese Stadt nicht durchbrechen. Seine Soldaten hatten außerdem mit Krankheiten und dem Klima zu kämpfen. Im Oktober 1859 bat er um seine Abberufung.
Nach seiner Rückkehr nach Frankreich wurde Rigault de Genouilly am 11. Juli 1860 Senator und votierte dort im März 1861 für den Fortbestand der weltlichen Macht des Papstes. Er erhielt im Januar 1862 das Kommando des Übungsgeschwaders im Mittelmeer und diente in dieser Stellung zuerst an Bord der Bretagne, dann der Ville de Paris. Nach Beendigung dieser Tätigkeit wurde er am 27. Januar 1864 zum Admiral befördert und erhielt am 30. Dezember 1864 das Großkreuz der Ehrenlegion. Napoleon III. ernannte ihn am 20. Januar 1867 als Nachfolger von Prosper de Chasseloup-Laubat zum Minister der Marine und Kolonien. Er ließ Unruhen auf Réunion unterdrücken und erklärte am 27. Januar 1868 bei der Diskussion hierüber im Gesetzgebenden Körper, die volle Verantwortung für die Handlungen seiner Beamten zu übernehmen. Mit allen Kabinettsmitgliedern trat er im Juli 1869 zurück, behielt aber durch ein kaiserliches Dekret seinen Ministerposten. Während der Krankheit des Marschalls Niel führte er vom 13. bis zum 21. August 1869 interimistisch auch das Kriegsministerium. Beim Ausbruch des Deutsch-Französischen Kriegs von 1870/71 trat er nachdrücklich für die Expedition der französischen Flotte gegen die Nordküsten Deutschlands ein, lehnte aber seine Ernennung zum Oberbefehlshaber eines in die Ostsee zu entsendenden Geschwaders ab. Sein Portefeuille als Marineminister verlor er erst mit dem Sturz Napoleons III. (4. September 1870). Einzelheiten über seine letzten drei Lebensjahre sind unsicher. Er starb am 4. Mai 1873 im Alter von 67 Jahren in Paris.
Rigault de Genouilly besorgte die zweite Auflage von Montferriers Dictionnaire universel et raisonné de marine (1846) und veröffentlichte auch die vierte Ausgabe des Routier des Antilles von Chaucheprat (2 Bde., Paris 1852).